# Lippeaue zwischen Göttingen und Cappel
Die Lippeaue zwischen Göttingen und Cappel ist ein Naturschutzgebiet in der Gemeinde Wadersloh im Kreis Warendorf in Nordrhein-Westfalen. Es liegt südlich von Göttingen, einem Ortsteil der ehemaligen Gemeinde Liesborn, entlang der Lippe, einem rechten Nebenfluss des Rheins. Cappel, ein Stadtteil von Lippstadt, liegt nordöstlich. Das Naturschutzgebiet ist als zusammenhängendes Schutzgebiet des EU-Vogelschutzgebiets „Lippeaue zwischen Hamm und Lippstadt mit Ahsewiesen“ ausgewiesen.

## Bedeutung
Das 141,8 ha große Gebiet, eine Gewässeraue, ist seit dem 28. Januar 2005 als Naturschutzgebiet ausgewiesen.